# Teoria gauge
Teoria gauge (teoria de calibrare sau teoria de recalibrare) este un tip de teorie a câmpului în care Lagrangianul – și implicit dinamica sistemului – rămâne nemodificat sub transformări locale conform anumitor familii netede de operații (grupuri Lie). Formal, Lagrangianul este invariant sub aceste transformări.
Termenul gauge se referă la orice formalism matematic utilizat pentru a regla gradele de libertate redundante din Lagrangianul unui sistem fizic. Transformările dintre diferitele gauge-uri se numesc transformări gauge și formează un grup Lie - numit grup de simetrie sau grup gauge al teoriei. Oricărui grup Lie îi este asociată algebra Lie a generatorilor grupului. Fiecărui generator îi corespunde un câmp gauge (de obicei, un câmp vectorial), inclus în Lagrangian pentru a asigura invarianța gauge – proprietatea prin care teoria rămâne invariabilă sub transformările locale ale grupului. La cuantificare, cuantele câmpurilor gauge se numesc bosoni gauge. Dacă grupul de simetrie este necomutativ, teoria se numește teorie gauge non-abeliană, un exemplu clasic fiind teoria Yang-Mills.
Multe teorii fizice sunt descrise de Lagrangieni invarianți sub anumite grupuri de transformări de simetrie. Dacă invarianța se aplică unei transformări identice în fiecare punct din spațiu-timp, se spune că teoria are o simetrie globală. În schimb, simetria locală – piatra de temelie a teoriilor gauge – este o constrângere mai puternică. O simetrie globală poate fi văzută ca un caz particular al unei simetrii locale, în care parametrii grupului sunt fixați în spațiu-timp (așa cum o valoare constantă poate fi interpretată drept o funcție care produce același rezultat pentru orice parametru).
Teoriile gauge sunt esențiale pentru descrierea interacțiunilor fundamentale din fizica particulelor. De exemplu:
- Electrodinamica cuantică (Quantum Electrodynamics – QED) este o teorie gauge abeliană cu grupul de simetrie U(1) și un singur câmp gauge, potențialul electromagnetic cu patru componente. Bosonul gauge asociat este fotonul.

- Modelul standard al particulelor elementare este o teorie gauge non-abeliană cu grupul de simetrie U(1) × SU(2) × SU(3), având în total 12 bosoni gauge: fotonul, trei bosoni slabi și opt gluoni.

Teoriile gauge joacă, de asemenea, un rol important în descrierea gravitației, în special în teoria relativității generale. Totuși, gravitația este un caz special, deoarece câmpul gauge corespunzător este un tensor – tensorul Lanczos. În teoriile gravitației cuantice, cum ar fi teoria gravitației gauge (în engleză gauge gravitation theory), se postulează existența unui boson gauge numit graviton. Simetriile gauge pot fi interpretate ca analogii ale principiului covarianței generale din relativitatea generală, prin care sistemul de coordonate poate fi ales liber, sub difeomorfisme arbitrare ale spațiu-timpului. Ambele tipuri de invarianță (gauge și față de difeomorfisme) reflectă redundanța în descrierea sistemului. 
O abordare alternativă este teoria gravitației în formulare gauge (în engleză gauge theory gravity), care înlocuiește principiul covarianței generale cu un principiu gauge autentic, introducând noi câmpuri gauge.
Aceste concepte au fost formulate pentru prima dată în contextul electromagnetismului clasic și ulterior în relativitatea generală. Totuși, semnificația modernă a simetriilor gauge a apărut inițial în mecanica cuantică relativistă a electronilor, în cadrul electrodinamicii cuantice (QED). Astăzi, teoriile gauge sunt utilizate nu doar în fizica energiilor înalte, ci și în fizica materiei condensate, fizica nucleară și alte domenii.

## Istoric
Conceptul și numele de teorie gauge derivă din lucrarea lui Hermann Weyl în 1918. Weyl, într-o încercare de a generaliza ideile geometrice ale relativității generale pentru a include electromagnetismul, a presupus că Eichinvarianz sau invarianța sub schimbarea de scară (sau „gauge”) ar putea fi, de asemenea, o simetrie locală a relativității generale. După dezvoltarea mecanicii cuantice, Weyl, Vladimir Fock și Fritz London au înlocuit factorul simplu de scară cu o cantitate complexă și au transformat transformarea de scară într-o schimbare de fază, care este o simetrie gauge U(1). Acest lucru a explicat efectul câmpului electromagnetic asupra funcției de undă a unei particule cuantice încărcate. Lucrarea lui Weyl din 1929 a introdus conceptul modern de invarianță gauge, ulterior popularizat de Pauli în recenzia sa din 1941. Retrospectiv, formularea lui Maxwell din 1864–65, a electrodinamicii („O teorie dinamică a câmpului electromagnetic”) a sugerat posibilitatea invarianței atunci când a afirmat că orice câmp vectorial a cărui rotire dispare — și poate fi, prin urmare, exprimat ca gradient al unei funcții — ar putea fi adăugat potențialului vectorial fără a afecta câmpul magnetic. În mod similar, Hilbert derivase ecuațiile lui Einstein postulând invarianța acțiunii sub o transformare generală a coordonatelor. Importanța acestor invarianțe de simetrie a rămas neobservată până la lucrarea lui Weyl.
Inspirat de descrierile lui Pauli despre legătura dintre conservarea sarcinii și teoria câmpului determinată de invarianță, Chen Ning Yang a căutat o teorie a câmpului pentru legarea nucleelor atomice, bazată pe conservarea izospinului nuclear.:202 În 1954, Yang și Robert Mills au generalizat invarianța gauge a electromagnetismului, construind o teorie bazată pe acțiunea grupului de simetrie (non-abelian) SU(2) asupra dubletului de izospin al protonilor și neutronilor. Aceasta este similară cu acțiunea grupului U(1) asupra câmpurilor spinoriale din electrodinamica cuantică.
Teoria Yang-Mills a devenit teoria prototip pentru rezolvarea unor aspecte majore din confuzia legată de fizica particulelor elementare. Această idee și-a găsit ulterior aplicarea în teoria cuantică a câmpului forței slabe și în unificarea sa cu electromagnetismul în teoria electroslabă. Teoriile gauge au devenit și mai atractive atunci când s-a realizat că teoriile gauge non-abeliene reproduceau o caracteristică numită libertate asimptotică. Libertatea asimptotică era considerată o trăsătură importantă a interacțiunilor tari. Acest lucru a motivat căutarea unei teorii gauge pentru forța tare. Această teorie, cunoscută acum sub numele de cromodinamică cuantică, este o teorie gauge cu acțiunea grupului SU(3) asupra tripletului de culoare al quarcurilor. Modelul standard unifică descrierea electromagnetismului, interacțiunilor slabe și interacțiunilor tari în limbajul teoriei gauge.
În anii 1970, Michael Atiyah a început să studieze matematica soluțiilor ecuațiilor Yang–Mills clasice. În 1983, studentul lui Atiyah, Simon Donaldson, a dezvoltat această lucrare și a demonstrat că clasificarea diferențiabilă a varietăților netede cvadridimensionale este foarte diferită de clasificarea lor până la homeomorfism. Michael Freedman a folosit munca lui Donaldson pentru a descoperi R4 exotice, adică structuri diferențiabile exotice pe spațiul euclidian cvadridimensional. Acest lucru a condus la un interes crescând pentru teoria gauge de dragul său propriu, independent de succesele sale în fizica fundamentală. În 1994, Edward Witten și Nathan Seiberg au inventat tehnici de teorie gauge bazate pe supersimetrie, care au permis calculul anumitor invarianți topologici (invarianții Seiberg–Witten). Aceste contribuții matematice din teoria gauge au dus la un interes reînnoit în acest domeniu.
Importanța teoriilor gauge în fizică este exemplificată de succesul extraordinar al formalismului matematic în furnizarea unui cadru unificat pentru a descrie teoriile cuantice ale câmpurilor din electromagnetism, forța slabă și forța tare. Această teorie, cunoscută sub numele de modelul standard, descrie cu exactitate predicțiile experimentale pentru trei dintre cele patru forțe fundamentale ale naturii și este o teorie gauge cu grupul gauge SU(3) × SU(2) × U(1). Teori moderne precum teoria coardelor, precum și relativitatea generală, sunt, într-un fel sau altul, teorii gauge.
Vezi Jackson și Okun pentru istoria timpurie a conceptului gauge și Pickering pentru detalii suplimentare despre istoria teoriei gauge și a teoriilor cuantice ale câmpurilor.

## Descriere

### Simetrii globale și locale

#### Simetrie globală
În fizică, descrierea matematică a oricărei situații fizice conține de obicei grade de libertate suplimentare; aceeași situație fizică poate fi descrisă în mod egal prin multe configurații matematice echivalente. De exemplu, în dinamica newtoniană, dacă două configurații sunt legate printr-o transformare galileană (o schimbare inerțială a cadrului de referință), ele reprezintă aceeași situație fizică. Aceste transformări formează un grup de „simetrii” ale teoriei, iar o situație fizică corespunde nu unei configurații matematice individuale, ci unei clase de configurații legate între ele prin acest grup de simetrii.
Această idee poate fi generalizată pentru a include atât simetrii locale, cât și globale, analog cu „schimbările de coordonate” mult mai abstracte, într-o situație în care nu există un sistem de coordonate „inerțial” preferat care să acopere întregul sistem fizic. O teorie gauge este un model matematic care prezintă astfel de simetrii, împreună cu un set de tehnici pentru a face predicții fizice consistente cu simetriile modelului.

#### Exemplu de simetrie globală
Când o cantitate care apare într-o configurație matematică nu este doar un număr, ci are o semnificație geometrică, cum ar fi o viteză sau o axă de rotație, reprezentarea sa ca numere aranjate într-un vector sau matrice este, de asemenea, modificată de o transformare de coordonate. De exemplu, dacă o descriere a unui model de curgere a fluidului afirmă că viteza fluidului în vecinătatea punctului (x =1, y =0) este de 1 m/s în direcția pozitivă a axei x, atunci o descriere a aceleiași situații, în care sistemul de coordonate a fost rotit în sensul acelor de ceasornic cu 90 de grade, va afirma că viteza fluidului în vecinătatea punctului (x = 0, y= −1) este de 1 m/s în direcția negativă a axei y. Transformarea coordonatelor a afectat atât sistemul de coordonate folosit pentru identificarea locației măsurătorii, cât și baza în care este exprimată valoarea acesteia. Atâta timp cât această transformare este efectuată global (afectând baza de coordonate în același mod în fiecare punct), efectul asupra valorilor care reprezintă rata de schimbare a unei anumite cantități de-a lungul unei traiectorii în spațiu și timp, pe măsură ce aceasta trece prin punctul P, este același cu efectul asupra valorilor care sunt strict locale pentru P.

#### Simetrie locală

##### Utilizarea fasciculelor de fibre pentru a descrie simetriile locale
Pentru a descrie în mod adecvat situațiile fizice în teorii mai complexe, este adesea necesar să se introducă o „bază de coordonate” pentru unele dintre obiectele teoriei care nu au o relație simplă cu coordonatele folosite pentru etichetarea punctelor din spațiu și timp. (În termeni matematici, teoria implică un fascicul de fibre, în care fibra din fiecare punct al spațiului de bază constă din posibile baze de coordonate pentru utilizare atunci când se descriu valorile obiectelor din acel punct.) Pentru a descrie o configurație matematică, trebuie să alegeți o bază de coordonate particulară în fiecare punct (o secțiune locală a fasciculului de fibre) și să exprimați valorile obiectelor teoriei (de obicei „câmpuri” în sensul fizic) folosind această bază. Două astfel de configurații matematice sunt echivalente (descriu aceeași situație fizică) dacă sunt legate printr-o transformare a acestei baze de coordonate abstracte (o schimbare a secțiunii locale sau o transformare gauge).
În majoritatea teoriilor gauge, setul de posibile transformări ale bazei gauge abstracte într-un punct individual din spațiu și timp este un grup Lie de dimensiune finită. Cel mai simplu astfel de grup este U(1), care apare în formularea modernă a electrodinamicii cuantice (QED) prin utilizarea numerelor complexe. QED este considerată, în general, prima și cea mai simplă teorie fizică gauge. Setul de posibile transformări gauge ale întregii configurații a unei anumite teorii gauge formează, de asemenea, un grup, grupul gauge al teoriei. Un element al grupului gauge poate fi parametrizat printr-o funcție care variază neted de la punctele spațiu-timp la grupul Lie (de dimensiune finită), astfel încât valoarea funcției și derivatele sale în fiecare punct reprezintă acțiunea transformării gauge asupra fibrei de deasupra acelui punct.
O transformare gauge cu un parametru constant în fiecare punct din spațiu și timp este analogă cu o rotație rigidă a sistemului de coordonate geometric; aceasta reprezintă o simetrie globală a reprezentării gauge. La fel ca în cazul unei rotații rigide, această transformare gauge afectează expresiile care reprezintă rata de schimbare de-a lungul unei traiectorii a unei anumite cantități dependente de gauge în același mod ca și expresiile care reprezintă o cantitate strict locală. O transformare gauge al cărei parametru nu este o funcție constantă se numește simetrie locală; efectul său asupra expresiilor care implică o derivată este calitativ diferit de cel asupra expresiilor care nu implică o derivată. (Acest lucru este analog cu o schimbare de cadru de referință neinerțială, care poate produce un efect Coriolis.)

### Câmpuri gauge
Versiunea „covariantă gauge” a unei teorii gauge ține cont de acest efect prin introducerea unui câmp gauge (în limbaj matematic, o conexiune Ehresmann) și formularea tuturor ratelor de schimbare în termeni de derivată covariantă, raportată la această conexiune. Câmpul gauge devine o parte esențială a descrierii unei configurații matematice. O configurație în care câmpul gauge poate fi eliminat printr-o transformare gauge are proprietatea că intensitatea câmpului său (în limbaj matematic, curbura sa) este zero peste tot; o teorie gauge nu se limitează la aceste configurații. Cu alte cuvinte, trăsătura distinctivă a unei teorii gauge este că câmpul gauge nu compensează doar o alegere nepotrivită a sistemului de coordonate; în general, nu există nicio transformare gauge care să facă să dispară câmpul gauge.
Atunci când analizăm dinamica unei teorii gauge, câmpul gauge trebuie tratat ca o variabilă dinamică, similară altor obiecte din descrierea unei situații fizice. Pe lângă interacțiunea sa cu alte obiecte prin derivata covariantă, câmpul gauge contribuie de obicei la energie sub forma unui termen de „energie proprie”. Ecuațiile teoriei gauge se pot obține prin:
- pornirea de la un ansatz naiv, fără câmpul gauge (în care derivatele apar într-o formă „goală”);
- enumerarea acelor simetrii globale ale teoriei care pot fi caracterizate printr-un parametru continuu (în general un echivalent abstract al unui unghi de rotație);
- calcularea termenilor de corecție care rezultă din permiterea variației parametrului de simetrie de la un loc la altul; și
- reinterpretarea acestor termeni de corecție ca fiind cuplaje la unul sau mai multe câmpuri gauge și adăugarea pentru aceste câmpuri a unor termeni adecvați de energie proprie și comportament dinamic.

Acesta este sensul în care o teorie gauge „extinde” o simetrie globală la o simetrie locală și seamănă îndeaproape cu dezvoltarea istorică a teoriei gauge a gravitației, cunoscută sub numele de relativitate generală.

### Experimente fizice
Teoriile gauge utilizate pentru a modela rezultatele experimentelor fizice se angajează în:
- limitarea universului de configurații posibile la cele care sunt consistente cu informațiile utilizate pentru a configura experimentul și, ulterior,
- calcularea distribuției de probabilitate a rezultatelor posibile pe care experimentul este conceput să le măsoare.

Nu putem exprima descrierile matematice ale „informațiilor de configurare” și „rezultatelor posibile de măsurare” sau „condițiilor limită” ale experimentului fără a face referire la un anumit sistem de coordonate, inclusiv la alegerea unui gauge. Se presupune că experimentul este izolat adecvat de influențele „externe”, ceea ce reprezintă, în sine, o afirmație dependentă de gauge. Manipularea incorectă a calculelor legate de dependența gauge în condițiile limită este o sursă frecventă de anomalii, iar abordările pentru evitarea acestora sunt utilizate pentru a clasifica teoriile gauge.

### Teoriile continue
Cele două teorii gauge menționate mai sus, electrodinamica continuă și relativitatea generală, sunt teorii ale câmpurilor continue. Tehnicile de calcul dintr-o teorie continuă presupun implicit că:
- dată fiind o alegere complet fixată a gauge-ului, condițiile limită ale unei configurații individuale sunt descrise complet;
- dat fiind un gauge complet fixat și un set complet de condiții limită, principiul acțiunii minime determină o configurație matematică unică și, prin urmare, o situație fizică unică, consistentă cu aceste limite;
- fixarea gauge-ului nu introduce anomalii în calcul, fie datorită dependenței gauge în descrierea informațiilor parțiale despre condițiile limită, fie din cauza incompletitudinii teoriei.

Determinarea probabilității rezultatelor posibile de măsurare se realizează prin:
- stabilirea unei distribuții de probabilitate pentru toate situațiile fizice determinate de condițiile limită, consistente cu informațiile de configurare;
- stabilirea unei distribuții de probabilitate pentru rezultatele măsurătorilor în fiecare situație fizică posibilă;
- convoluția acestor două distribuții de probabilitate pentru a obține o distribuție a rezultatelor posibile de măsurare, în concordanță cu informațiile de configurare.

Aceste ipoteze sunt suficient de valabile pe o gamă largă de scări energetice și condiții experimentale, permițând acestor teorii să facă predicții precise despre aproape toate fenomenele întâlnite în viața de zi cu zi: lumină, căldură, electricitate, eclipse, zboruri spațiale etc. Ele eșuează doar la cele mai mici și cele mai mari scări din cauza omisiunilor din cadrul teoriilor în sine și atunci când tehnicile matematice devin neaplicabile, în special în cazuri precum turbulența și alte fenomene haotice.

### Teorii cuantice ale câmpurilor
Pe lângă aceste teorii clasice ale câmpurilor continue, cele mai cunoscute teorii gauge sunt teoriile cuantice ale câmpurilor, incluzând electrodinamica cuantică și modelul standard al fizicii particulelor elementare. Punctul de plecare al unei teorii cuantice a câmpurilor este foarte asemănător cu cel al analogului său continuu: o integrală de acțiune covariantă gauge care caracterizează situațiile fizice „permise” conform principiului acțiunii minime. Cu toate acestea, teoriile continue și cele cuantice diferă semnificativ în modul în care gestionează gradele de libertate suplimentare reprezentate de transformările gauge. Teoriile continue și majoritatea tratamentelor pedagogice ale celor mai simple teorii cuantice ale câmpurilor folosesc o prescripție de fixare a gauge-ului pentru a reduce orbita configurațiilor matematice care reprezintă o anumită situație fizică la o orbită mai mică, asociată unui grup gauge mai mic (grupul de simetrie globală sau, poate, chiar grupul trivial).
Teoriile cuantice ale câmpurilor mai sofisticate, în special cele care implică un grup gauge non-abelian, încalcă simetria gauge în cadrul tehnicilor teoriei perturbațiilor prin introducerea unor câmpuri suplimentare (fantomele Faddeev-Popov) și a unor contra-termeni motivați de anularea anomaliilor, într-o abordare cunoscută sub numele de cuantificare BRST. Deși aceste preocupări sunt, într-un sens, foarte tehnice, ele sunt, de asemenea, strâns legate de natura măsurării, limitele cunoașterii unei situații fizice și interacțiunile dintre condițiile experimentale specificate incomplet și teoria fizică incomplet înțeleasă. Tehnicile matematice dezvoltate pentru a face teoriile gauge gestionabile au găsit multe alte aplicații, de la fizica stării solide și cristalografie la topologia pentru dimensiuni reduse.

## Teoria clasică gauge

### Electromagnetismul clasic
În electrostatică, se poate discuta fie despre câmpul electric E, fie despre potențialul electric corespunzător V. Cunoașterea unuia permite găsirea celuilalt, cu excepția cazului în care potențialele care diferă printr-o constantă, {\displaystyle V\mapsto V+C}, corespund aceluiași câmp electric. Acest lucru se întâmplă deoarece câmpul electric reflectă modificările potențialului de la un punct la altul, iar constanta C se anulează în timpul scăderii pentru a determina variația potențialului. În termeni de calcul vectorial, câmpul electric este gradientul potențialului, {\displaystyle \mathbf {E} =-\nabla V}. Generalizând de la electrostatică la electromagnetism, apare un al doilea potențial, potențialul vectorial A, astfel încât:
{\displaystyle {\begin{aligned}\mathbf {E} &=-\nabla V-{\frac {\partial \mathbf {A} }{\partial t}}\\\mathbf {B} &=\nabla \times \mathbf {A} \end{aligned}}}
Transformările gauge generale devin acum nu doar {\displaystyle V\mapsto V+C}, ci
{\displaystyle {\begin{aligned}\mathbf {A} &\mapsto \mathbf {A} +\nabla f\\V&\mapsto V-{\frac {\partial f}{\partial t}}\end{aligned}}}
unde f este orice funcție de două ori continuu diferențiabilă, dependentă de poziție și timp. Câmpurile electromagnetice rămân neschimbate sub această transformare gauge.

### Un exemplu: Teoria gauge scalară O(n).
Restul acestei secțiuni necesită o anumită familiaritate cu teoria clasică sau cuantică a câmpurilor și utilizarea Lagrangienilor. Definițiile din această secțiune includ: grupul gauge, câmpul gauge, Lagrangianul de interacțiune, bosonul gauge.
Următorul exemplu ilustrează modul în care invarianța gauge locală poate fi „motivată” euristic, pornind de la proprietățile de simetrie globală, și cum aceasta conduce la o interacțiune între câmpuri inițial neinteracționante.
Să considerăm un set de {\displaystyle n} câmpuri scalare reale neinteracționante, cu mase egale m. Acest sistem este descris de o acțiune care este suma acțiunilor (obișnuite) pentru fiecare câmp scalar {\displaystyle \varphi _{i}}:
{\displaystyle {\mathcal {S}}=\int \,\mathrm {d} ^{4}x\sum _{i=1}^{n}\left[{\frac {1}{2}}\partial _{\mu }\varphi _{i}\partial ^{\mu }\varphi _{i}-{\frac {1}{2}}m^{2}\varphi _{i}^{2}\right]}
Lagrangianul (densitatea) poate fi scris compact astfel:
{\displaystyle \ {\mathcal {L}}={\frac {1}{2}}(\partial _{\mu }\Phi )^{\mathsf {T}}\partial ^{\mu }\Phi -{\frac {1}{2}}m^{2}\Phi ^{\mathsf {T}}\Phi }
prin introducerea unui vector de câmpuri:
{\displaystyle \ \Phi ^{\mathsf {T}}=(\varphi _{1},\varphi _{2},\ldots ,\varphi _{n})}
Termenul {\displaystyle \partial _{\mu }\Phi } reprezintă derivata parțială a {\displaystyle \Phi } în direcția dimensiunii {\displaystyle \mu }.
Se poate observa acum că Lagrangianul este invariant sub transformarea:
{\displaystyle \ \Phi \mapsto \Phi '=G\Phi }
ori de câte ori G este o matrice constantă aparținând grupului ortogonal O(n). Aceasta păstrează Lagrangianul deoarece derivata lui {\displaystyle \Phi '} se transformă identic cu {\displaystyle \Phi }, iar ambele apar în produsele scalare din Lagrangian (transformările ortogonale păstrează produsul scalar):
{\displaystyle \ (\partial _{\mu }\Phi )\mapsto (\partial _{\mu }\Phi )'=G\partial _{\mu }\Phi }
Aceasta caracterizează simetria globală a acestui Lagrangian particular, iar grupul de simetrie este adesea numit grup gauge; termenul matematic corect este grup de structură, mai ales în teoria structurilor G. În mod incidental, teorema lui Noether implică faptul că invarianța sub acest grup de transformări conduce la conservarea curenților:
{\displaystyle \ J_{\mu }^{a}=i\partial _{\mu }\Phi ^{\mathsf {T}}T^{a}\Phi }
unde matricile Ta sunt generatori ai grupului SO(n). Există un curent conservat pentru fiecare generator.
Acum, dacă cerem ca acest Lagrangian să aibă invarianță locală O(n) trebuie să permitem ca matricile G, care anterior erau constante, să devină funcții ale coordonatelor spațiu-timp x.
În acest caz, matricele G nu mai „trec” prin derivate, adică atunci când G = G (x):
{\displaystyle \ \partial _{\mu }(G\Phi )\neq G(\partial _{\mu }\Phi )}
Eșecul derivatei de a comuta cu G introduce un termen suplimentar (conform regulii produsului), care strică invarianța Lagrangianului. Pentru a rectifica acest lucru, definim un nou operator derivat astfel încât derivata lui {\displaystyle \Phi '} să se transforme din nou identic cu {\displaystyle \Phi }:
{\displaystyle \ (D_{\mu }\Phi )'=GD_{\mu }\Phi }
Această nouă „derivată” se numește derivată (gauge) covariantă și are forma:
{\displaystyle \ D_{\mu }=\partial _{\mu }-igA_{\mu }}
unde g este constanta de cuplaj, o cantitate care definește puterea unei interacțiuni. După un calcul simplu, se poate vedea că câmpul gauge A (x) trebuie să se transforme astfel:
{\displaystyle \ A'_{\mu }=GA_{\mu }G^{-1}-{\frac {i}{g}}(\partial _{\mu }G)G^{-1}}
Câmpul gauge este un element al algebrei Lie și poate fi extins astfel:
{\displaystyle \ A_{\mu }=\sum _{a}A_{\mu }^{a}T^{a}}
Prin urmare, există tot atâtea câmpuri gauge câți generatori ai algebrei Lie.
În cele din urmă, avem un Lagrangian invariant local gauge:
{\displaystyle \ {\mathcal {L}}_{\mathrm {loc} }={\frac {1}{2}}(D_{\mu }\Phi )^{\mathsf {T}}D^{\mu }\Phi -{\frac {1}{2}}m^{2}\Phi ^{\mathsf {T}}\Phi }
Pauli folosește termenul de transformare gauge de primul tip pentru a însemna transformarea lui {\displaystyle \Phi }, în timp ce transformarea compensatorie a lui {\displaystyle A} este numită transformare gauge de al doilea tip.

Diagrama Feynman a bosonilor scalari care interacționează printr-un boson gauge

Diferența dintre acest Lagrangian și Lagrangianul inițial, invariant gauge global, este Lagrangianul de interacțiune
{\displaystyle \ {\mathcal {L}}_{\mathrm {int} }=i{\frac {g}{2}}\Phi ^{\mathsf {T}}A_{\mu }^{\mathsf {T}}\partial ^{\mu }\Phi +i{\frac {g}{2}}(\partial _{\mu }\Phi )^{\mathsf {T}}A^{\mu }\Phi -{\frac {g^{2}}{2}}(A_{\mu }\Phi )^{\mathsf {T}}A^{\mu }\Phi }
Acest termen introduce interacțiuni între cele n câmpuri scalare doar ca o consecință a cererii de invarianță gauge locală. Totuși, pentru a face această interacțiune fizică și nu complet arbitrară, mediatorul A(x) trebuie să se propage în spațiu. Aceasta se tratează în secțiunea următoare prin adăugarea unui alt termen, {\displaystyle {\mathcal {L}}_{\mathrm {gf} }}, la Lagrangian. În versiunea cuantificată a teoriei clasice a câmpurilor, cuantele câmpului gauge A(x) se numesc bosoni gauge. Interpretarea Lagrangianului de interacțiune în teoria cuantică a câmpurilor este că bosonii scalari interacționează prin schimbul acestor bosoni gauge.

### Lagrangianul Yang–Mills pentru câmpul gauge
Imaginea unei teorii gauge clasice dezvoltată în secțiunea anterioară este aproape completă, cu excepția faptului că pentru a defini derivatele covariante D, este necesar să se cunoască valoarea câmpului gauge {\displaystyle A(x)} în toate punctele din spațiu-timp. În loc să specifici manual valorile acestui câmp, acestea pot fi date ca soluții ale unei ecuații de câmp. Cerând suplimentar ca Lagrangianul care generează această ecuație de câmp să fie de asemenea invariant gauge local, o formă posibilă pentru Lagrangianul câmpului gauge este:
{\displaystyle {\mathcal {L}}_{\text{gf}}=-{\frac {1}{2}}\operatorname {tr} \left(F^{\mu \nu }F_{\mu \nu }\right)=-{\frac {1}{4}}F^{a\mu \nu }F_{\mu \nu }^{a}}
unde {\displaystyle F_{\mu \nu }^{a}} sunt obținute din potențialele {\displaystyle A_{\mu }^{a}}, care sunt componentele lui {\displaystyle A(x)}, după:
{\displaystyle F_{\mu \nu }^{a}=\partial _{\mu }A_{\nu }^{a}-\partial _{\nu }A_{\mu }^{a}+g\sum _{b,c}f^{abc}A_{\mu }^{b}A_{\nu }^{c}}
unde {\displaystyle f^{abc}} sunt constantele de structură ale algebrei Lie a generatorilor grupului gauge. Această formulare a Lagrangianului se numește acțiunea Yang-Mills. Există și alte acțiuni invariante gauge (de exemplu, electrodinamica neliniară, acțiunea Born–Infeld, modelul Chern–Simons, termenul theta etc.).
În acest termen Lagrangian nu există niciun câmp a cărui transformare să compenseze pe cea a lui {\displaystyle A}. Invarianța acestui termen sub transformările gauge este un caz particular al unei simetrii clasice (geometrice) a priori. Această simetrie trebuie restricționată pentru a efectua cuantificarea, procedura fiind denumită „fixarea gauge”, dar chiar și după restricție, pot fi posibile anumite transformări gauge.
Lagrangianul complet pentru teoria gauge este acum:
{\displaystyle {\mathcal {L}}={\mathcal {L}}_{\text{loc}}+{\mathcal {L}}_{\text{gf}}={\mathcal {L}}_{\text{global}}+{\mathcal {L}}_{\text{int}}+{\mathcal {L}}_{\text{gf}}}

### Un exemplu: electrodinamica
Ca o aplicație simplă a formalismului dezvoltat în secțiunile anterioare, considerați cazul electrodinamicii, cu doar câmpul electronic. Acțiunea de bază care generează ecuația lui Dirac pentru câmpul electronic este:
{\displaystyle {\mathcal {S}}=\int {\bar {\psi }}\left(i\hbar c\,\gamma ^{\mu }\partial _{\mu }-mc^{2}\right)\psi \,\mathrm {d} ^{4}x}
Simetria globală pentru acest sistem este:
{\displaystyle \psi \mapsto e^{i\theta }\psi }
Grupul gauge aici este U(1), adică rotații ale unghiului de fază al câmpului, cu rotația determinată de constanta θ.
„Localizarea” acestei simetrii implică înlocuirea lui θ cu θ(x). O derivată covariantă adecvată este atunci:
{\displaystyle D_{\mu }=\partial _{\mu }-i{\frac {e}{\hbar }}A_{\mu }}
Identificând „sarcina” e (să nu fie confundată cu constanta matematică e) cu sarcina electrică obișnuită și câmpul gauge A(x) cu potențialul cvadrivectorial al câmpului electromagnetic, rezultă un Lagrangian de interacțiune:
{\displaystyle {\mathcal {L}}_{\text{int}}={\frac {e}{\hbar }}{\bar {\psi }}(x)\gamma ^{\mu }\psi (x)A_{\mu }(x)=J^{\mu }(x)A_{\mu }(x)}
unde {\displaystyle J^{\mu }(x)={\frac {e}{\hbar }}{\bar {\psi }}(x)\gamma ^{\mu }\psi (x)} este cvadrivectorul de curent în câmpul Dirac. Prin urmare, se vede că principiul gauge introduce în mod natural cuplajul minim între câmpul electromagnetic și câmpul electronic.
Adăugând un Lagrangian pentru câmpul gauge {\displaystyle A_{\mu }(x)} în termeni de tensorul de intensitate a câmpului, exact ca în electrodinamică, obținem Lagrangianul folosit ca punct de plecare în electrodinamica cuantică:
{\displaystyle {\mathcal {L}}_{\text{QED}}={\bar {\psi }}\left(i\hbar c\,\gamma ^{\mu }D_{\mu }-mc^{2}\right)\psi -{\frac {1}{4\mu _{0}}}F_{\mu \nu }F^{\mu \nu }}Vezi și: Ecuația lui Dirac, Ecuațiile lui Maxwell și Electrodinamica cuantică

## Formalismul matematic
Teoriile gauge sunt discutate de obicei în limbajul geometriei diferențiale. Matematic, un gauge este doar o alegere a unei secțiuni (locale) a unui anumit fascicul principal. O transformare gauge este doar o transformare între două astfel de secțiuni.
Deși teoria gauge este dominată de studiul conexiunilor (în principal pentru că este studiată în mare parte de fizicienii energiilor înalte), ideea de conexiune nu este centrală în teoria gauge în general. De fapt, un rezultat în teoria gauge generală arată că reprezentările afine (adică modulele afine) ale transformărilor gauge pot fi clasificate ca secțiuni ale unui fascicul jet, respectând anumite proprietăți. Există reprezentări care se transformă covariant punct cu punct (denumite de fizicieni transformări gauge de primul fel), reprezentări care se transformă ca o formă de conexiune (denumite de fizicieni transformări gauge de al doilea fel, o reprezentare afină) — și alte reprezentări mai generale, cum ar fi câmpul B în teoria BF. Există reprezentări neliniare mai generale (realizări), dar acestea sunt extrem de complicate. Cu toate acestea, modelele sigma neliniare se transformă neliniar, astfel încât există aplicații.
Dacă există un fascicul principal P, al cărui spațiu de bază este spațiul sau spațiul-timp și grupul de structură este un grup Lie, atunci secțiunile lui P formează un spațiu omogen principal al grupului de transformări gauge.
Conexiunile (conexiunea gauge) definesc acest fascicul principal, producând o derivată covariantă ∇ în fiecare fascicul vectorial asociat. Dacă se alege un cadru local (o bază locală de secțiuni), atunci această derivată covariantă este reprezentată de forma de conexiune A, o formă 1 cu valoare în algebra Lie, numită potențial gauge în fizică. Evident, aceasta este o cantitate dependentă de cadru, nu una intrinsecă. Forma de curbură F, o formă 2 cu valoare în algebra Lie, care este o cantitate intrinsecă, este construită dintr-o formă de conexiune prin:
{\displaystyle \mathbf {F} =\mathrm {d} \mathbf {A} +\mathbf {A} \wedge \mathbf {A} }
unde d reprezintă derivata exterioară și {\displaystyle \wedge } reprezintă produsul exterior. ({\displaystyle \mathbf {A} } este un element al spațiului vectorial generat de {\displaystyle T^{a}}, astfel încât componentele lui {\displaystyle \mathbf {A} } nu comută între ele. Prin urmare, produsul exterior {\displaystyle \mathbf {A} \wedge \mathbf {A} } nu dispare.)
Transformările gauge infinitezimale formează o algebră Lie, caracterizată de un scalar neted cu valoare în algebra Lie, ε. Sub o astfel de transformare infinitezimală,
{\displaystyle \delta _{\varepsilon }\mathbf {A} =[\varepsilon ,\mathbf {A} ]-\mathrm {d} \varepsilon }
unde {\displaystyle [\cdot ,\cdot ]} este paranteza Lie.
Un aspect interesant este că, dacă {\displaystyle \delta _{\varepsilon }X=\varepsilon X}, atunci {\displaystyle \delta _{\varepsilon }DX=\varepsilon DX}, unde D este derivata covariantă:
{\displaystyle DX\ {\stackrel {\mathrm {def} }{=}}\ \mathrm {d} X+\mathbf {A} X}
De asemenea, {\displaystyle \delta _{\varepsilon }\mathbf {F} =[\varepsilon ,\mathbf {F} ]}, ceea ce înseamnă că {\displaystyle \mathbf {F} } se transformă covariant.
Nu toate transformările gauge pot fi generate de transformări gauge infinitezimale, în general. Un exemplu este atunci când varietatea de bază este o varietate compactă fără frontieră, astfel încât clasa de omotopie a aplicației de la acea varietate la grupul Lie este netrivială. Vezi instanton pentru un exemplu.
Acțiunea Yang–Mills este dată acum de:
{\displaystyle {\frac {1}{4g^{2}}}\int \operatorname {Tr} [*F\wedge F]}
unde * reprezintă dualul Hodge, iar integrala este definită ca în geometria diferențială.
O cantitate care este invariantă gauge (adică invariantă sub transformări gauge) este bucla Wilson, care este definită pe orice cale închisă γ astfel:
{\displaystyle \chi ^{(\rho )}\left({\mathcal {P}}\left\{e^{\int _{\gamma }A}\right\}\right)}
unde χ este caracterul unei reprezentări complexe ρ, iar {\displaystyle {\mathcal {P}}} reprezintă operatorul ordonat pe cale.
Formalismul teoriei gauge se extinde la un cadru general. De exemplu, este suficient să cerem ca un fascicul vectorial să aibă o conexiune metrică; când se face acest lucru, se constată că conexiunea metrică satisface ecuațiile de mișcare Yang-Mills.

## Cuantificarea teoriilor gauge
Teoriile gauge pot fi cuantificate prin specializarea metodelor aplicabile oricărei teorii cuantice a câmpurilor. Cu toate acestea, din cauza subtilităților impuse de constrângerile gauge (vezi secțiunea despre formalismul matematic, de mai sus), există multe probleme tehnice care trebuie rezolvate și care nu apar în alte teorii ale câmpurilor. În același timp, structura mai bogată a teoriilor gauge permite simplificarea unor calcule: de exemplu, identitățile Ward conectează diferite constante de renormalizare.

### Metode și scopuri
Prima teorie gauge cuantificată a fost electrodinamica cuantică (QED). Primele metode dezvoltate pentru aceasta au implicat fixarea gauge-ului și apoi aplicarea cuantificării canonice. Metoda Gupta–Bleuler a fost, de asemenea, dezvoltată pentru a rezolva această problemă. Teoriile gauge non-abeliene sunt tratate în prezent printr-o varietate de mijloace. Metodele de cuantificare sunt abordate în articolul despre cuantificare.
Scopul principal al cuantificării este acela de a calcula amplitudinile cuantice pentru diferite procese permise de teorie. Din punct de vedere tehnic, acestea se reduc la calcularea anumitor funcții de corelație în starea de vid. Aceasta implică renormalizarea teoriei.
Atunci când constanta de cuplaj efectivă dependentă de energie este suficient de mică, toate cantitățile necesare pot fi calculate în cadrul teoriei perturbațiilor. Schemele de cuantificare destinate simplificării acestor calcule (cum ar fi cuantificarea canonică) pot fi numite scheme de cuantificare perturbative. În prezent, unele dintre aceste metode oferă cele mai precise teste experimentale ale teoriilor gauge.
Totuși, în majoritatea teoriilor gauge există multe întrebări interesante care sunt neperturbative. Schemele de cuantificare potrivite pentru aceste probleme (cum ar fi teoria gauge pe rețea) pot fi numite scheme de cuantificare neperturbative. Calculele precise în astfel de scheme necesită adesea supercalculatoare și, prin urmare, sunt mai puțin dezvoltate în comparație cu alte scheme.

### Anomalii
Unele dintre simetriile teoriei clasice nu se păstrează în teoria cuantică, fenomen numit anomalie. Printre cele mai cunoscute se numără:
- Anomalia de scară, care generează o constantă de cuplaj efectivă dependentă de energie. În QED, aceasta dă naștere fenomenului polului Landau. În cromodinamica cuantică (QCD), duce la libertatea asimptotică.
- Anomalia chirală, în teoriile câmpurilor chirale sau vectoriale cu fermioni. Aceasta este strâns legată de topologie prin noțiunea de instantoni. În QCD, această anomalie provoacă dezintegrarea unui pion în doi fotoni.
- Anomalia gauge, care trebuie să fie anulată în orice teorie fizică consistentă. În teoria electroslabă, această anulare necesită un număr egal de quarcuri și leptoni.

## Gauge pur
Un gauge pur este setul de configurații ale câmpurilor obținute printr-o transformare gauge pe configurația nulă a câmpurilor, adică o transformare gauge a unei valori zero. Este, așadar, o anumită „orbită gauge” în spațiul configurațiilor câmpurilor.
Astfel, în cazul abelian, unde {\displaystyle A_{\mu }(x)\rightarrow A'_{\mu }(x)=A_{\mu }(x)+\partial _{\mu }f(x)}, gauge-ul pur este doar setul de configurații ale câmpurilor {\displaystyle A'_{\mu }(x)=\partial _{\mu }f(x)} pentru toate funcțiile  f(x).